# Дузен (монета)

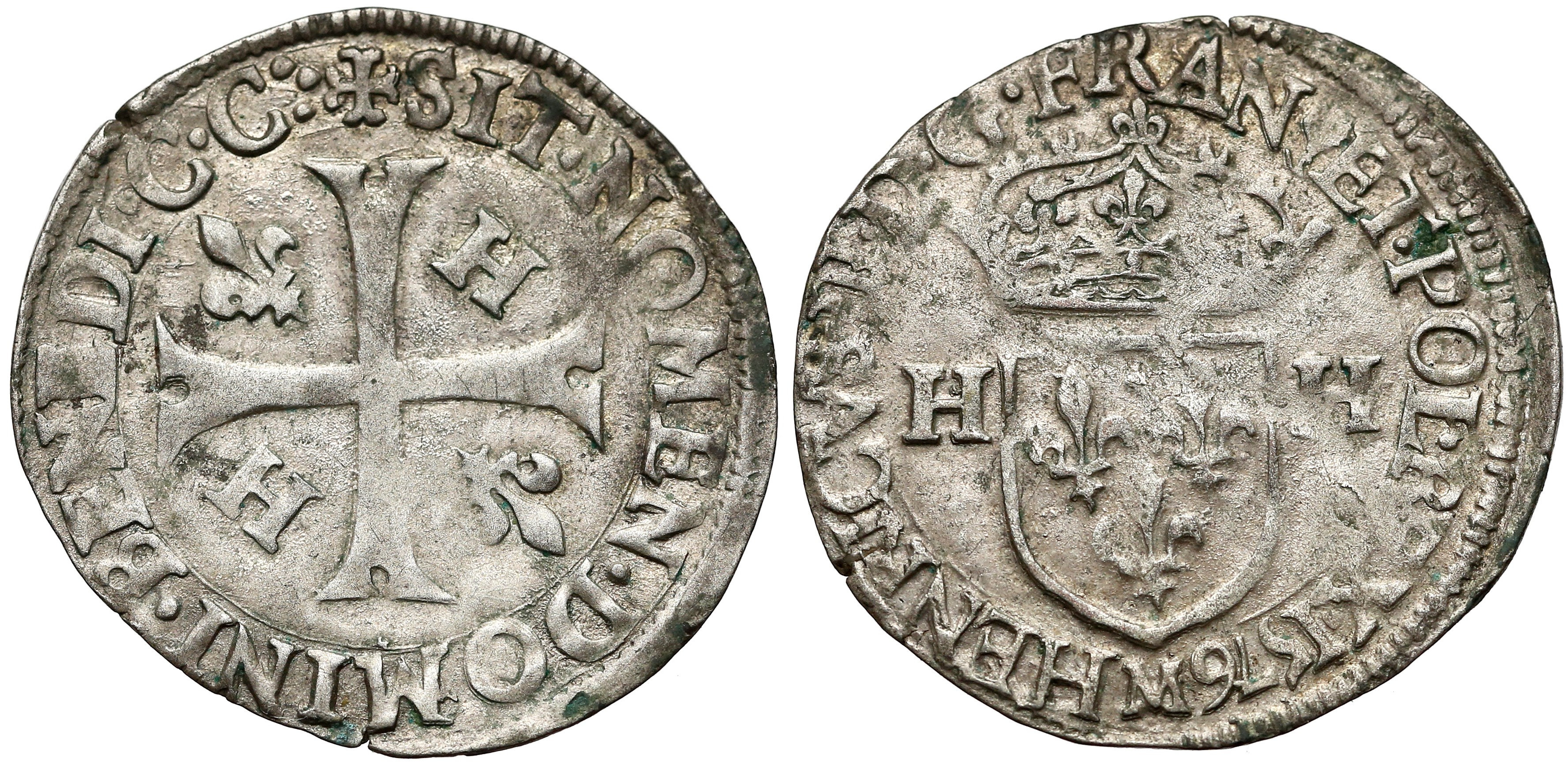
Дузен 1576, Генріх III.

Дузе́н (фр. douazain — дванадцята частка) — французька білонна монета , яка становила 1 / 12 срібного франка, а потім екю . Вона з'явилася за часів Карла VIII (1483 — 1498). Загальний тип дузена має на аверсі гербовий щит у короні з трьома гербами Франції, а на реверсі — хрест з гербами Франції та хрестами по кутах. Існує багато різновидів цієї монети: Дузен Бретанський, Дузен з короною, випущений за Людовіка XII (1498—1515), Дузен із саламандрами Франца I (1515 — 1547), Дузен із хрестом і т. д.
Під час французької окупації Нідерландів у 1672 році випускалися так звані облогові дузени. Монета в 1515 році важила 2,846 г (1,022 г срібла), а Дузен з хрестом — вже тільки 2,671 г (0,794 г срібла).

## Джерело
- 3варич В. В. Нумізматичний словник. — Львів: «Вища школа», 1978, 338 с.